# KK Lovćen Cetinje
Der Košarkaški klub Lovćen (serbisch-kyrillisch кошаркарски клуб Ловћен; Basketball-Klub Lovćen) ist ein montenegrinischer Basketballverein aus Cetinje. Die Herrenmannschaft gehört zu den führenden des Landes und spielt seit der Unabhängigkeit Montenegros in der höchsten nationalen Spielklasse, in der sie zweimal Vizemeister war und einmal das nationale Pokalfinale erreichte. Nachdem die Mannschaft bereits in den 1990er Jahren an kontinentalen Vereinswettbewerben teilgenommen hatte, war sie zuletzt in der ABA-Liga 2003/04 und der Balkan League auch an supranationalen Wettbewerben vertreten, wobei sie bei letzterem auch das Finale 2010 erreichen konnte.

## Geschichte
1947 gründete sich innerhalb des Sportvereins Lovćen Cetinje auch eine Basketballmannschaft, die mit der in Cetinje ausgetragenen dritten regionalen Meisterschaft von Montenegro 1949 sich dann auch dem regulären Spielbetrieb anschloss. In den folgenden Jahren gehörte man innerhalb der SR Montenegro zu den bedeutsamen Mannschaften ohne jedoch darüber hinaus sich regelmäßig für höhere Wettbewerb zu qualifizieren. Nach Gründung einer gemeinsamen höchsten Spielklasse für Montenegro ab 1970 war man ständiger Teilnehmer dieser Spielklasse, bevor man 1983 den Aufstieg in die zweithöchste nationale Spielklasse Jugoslawiens unterhalb der YUBA-Liga erreichte. Der zweiten Liga gehörte man circa zehn Jahre bis 1992 an.
Als sich durch die Unabhängigkeit Sloweniens, Kroatiens, Mazedoniens und von Bosnien und Herzegowina Jugoslawien als solches aufzulösen begann, wurde auch der KK Lovćen in die höchste nationale Spielklasse YUBA der nunmehr Bundesrepublik Jugoslawien „gespült“. Nach der ersten Play-off-Teilnahme um die Meisterschaft 1997 und dem Erreichen des sechsten Platzes 1998 nahm die Mannschaft auch am europäischen Vereinswettbewerb Korać-Cup 1998/99 teil, in dem man von sechs Gruppenspielen jedoch nur das Heimspiel gegen Hapoel Galil Elyon gewinnen konnte. 2001 verlor man als Vierter die Halbfinalserie der nationalen Meisterschaft gegen Titelverteidiger KK Budućnost aus der montenegrinischen Hauptstadt Podgorica. Anschließend gehörte man weiter zu den Play-off-Teams der besten acht Mannschaften von Serbien und Montenegro und war schließlich auch Teilnehmer an der supranationalen ABA-Liga 2003/04, in der die Mannschaft nach nur fünf Siegen in 26 Spielen jedoch nur den 14. und letzten Tabellenplatz belegte. Zur folgenden Saison stieg man schließlich auch aus der YUBA-Liga ab.
Durch die nun auch erfolgte Unabhängigkeit Montenegros wirkte der Abstieg nicht lange nach, als der KK Lovćen bereits ein Jahr später mit Hochstufen der Prva Liga Montenegros zur nationalen Spielklasse erneut in die Erstklassigkeit rutschte. Hinter KK Budućnost wurde man bei der Premiere der nationalen Meisterschaft Montenegros Vizemeister 2007. Drei Jahre später zog die Mannschaft erneut in die Finalserie der Meisterschaft ein, konnte aber gegen den dominierenden Serienmeister Budućnost wiederum kein Spiel gewinnen. In jener Saison nahm die Mannschaft in der Balkan League wiederum an einem supranationalen Wettbewerb teil und bezwang als Gruppensieger im Viertelfinale den nationalen Konkurrenten KK Mornar Bar. Beim Final-Four-Turnier zog man ins Endspiel ein, wo man jedoch dem Gastgeber Lewski Sofia unterlag. Nachdem die Mannschaft ein Jahr später das Finalspiel im nationalen Pokalwettbewerb 2011 gegen Titelverteidiger Budućnost verloren und eine weitere Titelchance vergeben hatte, nahm der Verein erst sechs Jahre nach der ersten Teilnahme in der Saison 2015/16 wieder am Wettbewerb der Balkan League teil, in der man jedoch nach nur einem Sieg in acht Spielen den letzten Platz der Vorrundengruppe belegte und auch über ein Qualifikationsturnier sich nicht für die folgende Runde qualifizierte.

## Bekannte Spieler
| - / Dejan Radonjić 1990/91, 1995–1997 - / Nebojša Bogavac 1997–2001, 2008 - / Đuro Ostojić 1999–2001 - / Nikola Vučurović 2000–2004 - / Goran Jeretin 2001/02 - Vladimir Dragičević 2004–2007 - Bojan Dubljević 2009/10 - Aleksa Popović 2009/10 |